# Patrice Trovoada

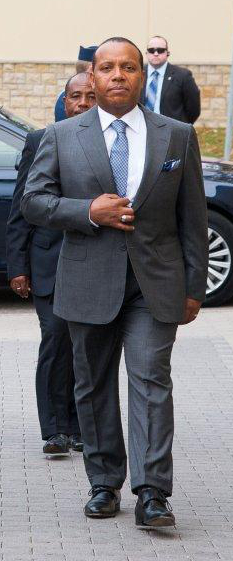
Patrice Trovoada bij een veiligheidsbijeenkomst in Stuttgart, Duitsland

Patrice Emery Trovoada (18 maart 1962) is een Santomees politicus. Hij was tussen 2022 en 2025 voor de vierde maal premier van Sao Tomé en Principe en was ook actief als minister van Buitenlandse Zaken.
Patrice Trovoada's vader Miguel Trovoada was president van 1991 tot 2001 en oprichter van de Acção Democrática Independente (ADI). In 2001 werd Patrice namens de ADI minister van Buitenlandse Zaken onder premier Evaristo Carvalho. Nadat de ADI flink verloor van bij de parlementsverkiezingen van 2002 ging de macht over naar de MLSTP-PSD. In 2008 werd Patrice Trovoada voor de eerste keer premier, maar na een motie van wantrouwen van de MLSTP-PSD moest hij weer opstappen en Joaquim Rafael Branco werd de nieuwe premier. Nadat de ADI bij de parlementsverkiezingen van 2010 de grootste geworden was, werd Trovoada opnieuw tot december 2012 premier. Nadat de verkiezingen in oktober 2014 werden gewonnen door de ADI, kon Trovoada beginnen aan zijn derde ambtstermijn als premier. Deze liep tot 2018. Op 11 november 2022 begon hij aan een vierde periode als minister-president, deze duurde tot 9 januari 2025.

## Kabinet-Trovoada II
De volgende ministers maakten in september 2010 deel uit van de regering van Trovoada:
| Functie                                             | Minister                                 | Partij |
| --------------------------------------------------- | ---------------------------------------- | ------ |
| Minister-President                                  | Patrice Emery Trovoada                   | ADI    |
| Minister van Buitenlandse Zaken en Gemeenschappen   | Manuel Salvador dos Ramos                | onafh. |
| Minister van Defensie en Publieke Veiligheid        | Carlos Olímpio Stock                     | ADI    |
| Minister van Justitie en Overheidshervorming        | Elísio Osvaldo d'Alva Teixeira           | ADI    |
| Minister van Parlementaire Zaken en Decentralisatie | Arlindo Ramos                            | ADI    |
| Minister, Secretaris-Generaal van de Regering       | Afonso da Graça Varela da Silva          | onafh. |
| Minister van Financiën en Internationale Coöperatie | Américo d'Oliveira dos Ramos             | onafh. |
| Minister van Planning en Ontwikkeling               | Agostinho Quaresma dos Santos Fernandes  | ADI    |
| Minister van Publieke Werken en Natuurlijke Bronnen | Carlos Manuel Vila Nova                  | onafh. |
| Minister van Gezondheid en Sociale Zaken            | Ângela dos Santos José da Costa Pinheiro | ADI    |
| Minister van Onderwijs, Cultuur en Beroepsonderwijs | Olinto da Silva de Sousa Daio            | onafh. |
| Staatssecretaris van Jeugd en Sport                 | Abnildo d'Oliveira                       | ADI    |

Leonel Mário d'Alva (1974–1975) · Miguel Trovoada (1975–1979) · geen (1979–1988) · Celestino Rocha da Costa (1988–1991) · Daniel Lima dos Santos Daio (1991–1992) · Norberto d'Alva Costa Alegre (1992–1994) · Evaristo Carvalho (1994) · Carlos Graça (1994–1995) · Armindo Vaz d'Almeida (1995–1996) · Raul Bragança Neto (1996–1999) · Guilherme Posser da Costa (1999–2001) · Evaristo Carvalho (2001–2002) · Gabriel Arcanjo da Costa (2002) · Maria das Neves (2002–2004) · Damião Vaz d'Almeida (2004–2005) · Maria do Carmo Silveira (2005–2006) · Tomé Vera Cruz (2006–2008) · Patrice Trovoada (2008) · Joaquim Rafael Branco (2008–2010) · Patrice Trovoada (2010–2012) · Gabriel Arcanjo da Costa (2012–2014) · Patrice Trovoada (2014–2018) · Jorge Bom Jesus (2018–2022) · Patrice Trovoada (2022–2025) · Ilza Amado Vaz (2025) · Américo Ramos (2025–heden)
Miguel Trovoada (1975) · Leonel Mário d'Alva (1975–1978) · Maria do Nascimento da Graça Amorim (1978–1986) · Fradique de Menezes (1986–1987) · Guilherme Posser da Costa (1987–1988) · Carlos Graça (1988–1990) · Guilherme Posser da Costa (1990–1991) · Alda Bandeira (1991–1993) · Albertino Bragança (1993–1994) · Guilherme Posser da Costa (1994–1996) · Homero Jeronimo Salvaterra (1996–1999) · Alberto Paulino (1999) · Paulo Jorge Espirito Santo (1999–2000) · Joaquim Rafael Branco (2000–2001) · Patrice Trovoada (2001–2002) · Mateus Meira Rita (2002) · Alda Bandeira (2002) · Mateus Meira Rita (2002–2004) · Óscar Sousa (2004) · Ovídio Manuel Barbosa Pequeno (2004–2006) · Óscar Sousa (2006) · Carlos Gustavo dos Anjos (2006–2007) · Ovídio Manuel Barbosa Pequeno (2007–2008) · Carlos Tiny (2008–2010) · Manuel Salvador dos Ramos (2010–2012) · Natália Pedro da Costa Umbelina Neto (2012–2014) · Manuel Salvador dos Ramos (2014–2016) · Urbino Botelho (2016–2018) · Elsa Pinto (2018–2020) · Edite Ten Jua (2020–heden)